# 夢 (ウルフルズの曲)
『夢』（ゆめ）は、1999年11月26日に発売されたウルフルズ20枚目のシングル。

## 解説
「しあわせですか」以来のノンタイアップシングル。
つるの剛士が2009年のアルバム『つるのおと』でカバー。

## 収録曲
全曲　作詞・作曲：トータス松本　編曲：ウルフルズ、藤井丈司
1. 夢
2. 新しい愛の歌 ～メリー・メリー・クリスマス～
3. 夢（インストゥルメンタル）